# The Bridge (seriál)
The Bridge je americký dramatický televizní seriál. Inspirací mu byl švédsko-dánský seriál Most. Pojednává o vyšetřování vražd v oblasti hranic Spojených států a Mexika; původní švédsko-dánský seriál byl zasazen na švédsko-dánské hranici. Pilotní díl byl vysílán dne 10. července 2013 na stanici FX; poslední díl první série, která čítala třináct čtyřicetiminutových epizod, byl odvysílán dne 2. října téhož roku. První díl druhé série byl vysílán 9. července 2014. Po ukončení druhé řady bylo oznámeno, že žádné další díly vznikat nebudou.
Hlavní role v seriálu hrají Demián Bichir (mexický vyšetřovatel z oddělení vražd Marco Ruiz) a Diane Krugerová (Američanka Sonya Cross téhož zaměření). Mezi další hlavní herce patří například Matthew Lillard, Annabeth Gish nebo Emily Rios. V jednotlivých epizodách hráli například Lyle Lovett (epizoda „Calaca“, 2013) nebo John Cale („Sorrowsworn“, 2014).